# Амазон-карлик червонолобий
Амазо́н-ка́рлик червонолобий (Hapalopsittaca pyrrhops) — вид папугоподібних птахів родини папугових (Psittacidae). Мешкає в Еквадорі і Перу.

## Опис
Довжина птаха становить 22 см. Забарвлення переважно зелене, лоб, обличчя і щоки червоні, скроні поцятковані жовтими смужками. Плечі червоні, другорядні покривні пера крил сині, першорядні покривні пера крил темно-сині. Хвіст темно-синій.

## Поширення і екологія
Червонолобі амазони-карлики мешкають в Андах на південному заході Еквадору (Каньяр, Асуай, Морона-Сантьяго, Лоха) та на північному заході Перу (П'юра, західна Кахамарка). Вони живуть у вологих гірських і хмарних тропічних лісах та у високогірних чагарникових заростях в парамо, на висоті від 2500 до 3500 м над рівнем моря. Зустрічаються парами або зграйками до 5-20 птахів. Живляться ягодами, насінням. пагонами і квітками. Сезон розмноження триває з жовтня по січень. Гніздяться в дуплах дерев, в кладці 2-3 яйця.

## Збереження
МСОП класифікує цей вид як такий, що не потребує особливих заходів зі збереження. За оцінками дослідників, популяція червонолобих амазонів-карликів становить від 10 до 37 тисяч птахів. Їм може загрожувати знищення природного середовища.